# George Jacob Koovakad
George Jacob Koovakad (Chethipuzha, 11 agosto 1973) è un cardinale e arcivescovo cattolico indiano, dal 24 gennaio 2025 prefetto del Dicastero per il dialogo interreligioso.

## Biografia
George Jacob Koovakad è nato a Chethipuzha l'11 agosto 1973.

### Formazione e ministero sacerdotale
Ha conseguito il baccellierato nel 2002 e la licenza in diritto canonico nel 2004, studiando presso il Seminario Minore "San Tommaso" di Kurichy e il Pontificio Seminario "San Giuseppe" di Aluva.
Il 24 luglio 2004 è stato ordinato presbitero per l'arcieparchia di Changanacherry dall'arcivescovo Joseph Powathil. Per un certo periodo come vicario aggiunto della chiesa di Santa Maria, a Parel, vicino a Changanacherry.
Trasferitosi a Roma, nel 2006 ha conseguito il dottorato in diritto canonico presso la Pontificia Università della Santa Croce con una tesi intitolata The Obligation of Poverty for Secular Clerics in the Codes of Canon Law ("L'obbligo di povertà per i chierici secolari nei codici di diritto canonico").
Dopo aver completato il programma preparatorio presso la Pontificia Accademia Ecclesiastica, nel 2006 è entrato nel servizio diplomatico della Santa Sede. Ha collaborato nella nunziatura in Algeria, poi ha prestato servizio come segretario della nunziatura in Corea del Sud (dal 2009 al 2012), quindi in Iran (dal 2012 al 2014), come consigliere delle nunziature in Costa Rica (dal 2014 al 2018) e in Venezuela (dal 2018 al 2020). Il 1º ottobre 2014 gli è stato conferito il titolo di cappellano di Sua Santità e il 13 dicembre 2019 quello di prelato d'onore di Sua Santità.
Nel luglio 2020 è entrato a far parte dello staff della Segreteria di Stato della Santa Sede, occupandosi anche dei viaggi papali.
Il 12 settembre 2021 papa Francesco ha comunicato la sua nomina a organizzatore dei viaggi papali, mentre era in volo da Budapest verso Roma. Da allora, ha organizzato diversi viaggi papali, tra cui le visite in Canada, Repubblica Democratica del Congo e Sud Sudan, oltre al lungo viaggio in Indonesia, Papua Nuova Guinea, Timor Est e Singapore.

### Ministero episcopale e cardinalato
Il 6 ottobre 2024, al termine dell'Angelus, papa Francesco ha annunciato la sua creazione a cardinale nel concistoro del 7 dicembre successivo.
Il 25 ottobre seguente, lo stesso pontefice gli ha assegnato la sede titolare di Nisibi dei Caldei con dignità di arcivescovo, in conformità al motu proprio Cum Gravissima, firmato da papa Giovanni XXIII nel 1962, il quale stabilisce che tutti i cardinali debbano essere per regola ordinati vescovi. Il 24 novembre ha ricevuto l'ordinazione episcopale, nella cattedrale siro-malabarese di Santa Maria a Changanacherry, dall'arcivescovo maggiore Raphael Thattil, co-consacranti l'arcivescovo titolare di Telepte Edgar Peña Parra, sostituto per gli affari generali della Segreteria di Stato della Santa Sede e l'arcieparca metropolita di Changanacherry Thomas "Tomy" Tharayil.
L'11 gennaio 2025 è stato inserito tra i membri del Dicastero per le Chiese orientali.
Ha ricoperto l'incarico di organizzatore dei viaggi papali fino al 21 giugno 2025.
Il 24 gennaio 2025 è stato nominato prefetto del Dicastero per il dialogo interreligioso; è succeduto al cardinale Miguel Ángel Ayuso Guixot, deceduto il 25 novembre 2024.
È decaduto dai suoi incarichi il 21 aprile 2025, per la morte di papa Francesco.
Il 7 e 8 maggio 2025 ha partecipato come cardinale elettore al conclave che ha portato all'elezione di papa Leone XIV.
Il 9 maggio è stato riconfermato donec aliter provideatur nell'incarico di prefetto del Dicastero per il dialogo interreligioso da papa Leone XIV.
Il 13 giugno ha preso possesso della diaconia di Sant'Antonio di Padova a Circonvallazione Appia.

## Genealogia episcopale
La genealogia episcopale è:
- Cardinale Scipione Rebiba
- Cardinale Giulio Antonio Santori
- Cardinale Girolamo Bernerio, O.P.
- Arcivescovo Galeazzo Sanvitale
- Cardinale Ludovico Ludovisi
- Cardinale Luigi Caetani
- Cardinale Ulderico Carpegna
- Cardinale Paluzzo Paluzzi Altieri degli Albertoni
- Papa Benedetto XIII
- Papa Benedetto XIV
- Papa Clemente XIII
- Cardinale Marcantonio Colonna
- Cardinale Giacinto Sigismondo Gerdil, B.
- Cardinale Giulio Maria della Somaglia
- Cardinale Carlo Odescalchi, S.I.
- Cardinale Costantino Patrizi Naro
- Cardinale Lucido Maria Parocchi
- Papa Pio X
- Papa Benedetto XV
- Papa Pio XII
- Cardinale Eugène Tisserant
- Cardinale Joseph Parecattil
- Arcivescovo Jacob Thoomkuzhy
- Arcivescovo Andrews Thazhath
- Arcivescovo Raphael Thattil
- Cardinale George Jacob Koovakad